# Gyula Lóránt
Gyula Lóránt, född 6 februari 1923 i Kőszeg, död 31 maj 1981 i Thessaloniki, var en ungersk fotbollsspelare.
Lóránt blev olympisk guldmedaljör i fotboll vid sommarspelen 1952 i Helsingfors.